# Тверская губернская гимназия
Тверская губернская классическая гимназия — главное учебное заведение в Тверской губернии в 1804—1917 годах.

## История
После появления устава 1804 года она была открыта в Твери второй по счёту — через месяц после открытия Московской губернской гимназии — 2 февраля 1804 года. Первоначально обучение в ней было доступно для всех сословий, кроме крепостных; срок обучения — 4 года. С 1828 года в гимназии учились главным образом дети дворян, чиновников и интеллигенции; срок обучения — 7 лет, а с 1871 - 8 лет. В 1836—1856 годах при гимназии существовал Благородный пансион для детей дворян. В 1865 году она была преобразована в классическую; большее внимание стало уделяться изучению древнегреческого и латинского языков. Одним из первых в России в 1870 году здесь было создано, по инициативе управляющего акцизными сборами Тверской и Новгородской губерний Виктора Лукича Юнга, Общество вспомоществования бедным ученикам. В 1903 году здесь появилось Общество организации путешествий учеников Тверской гимназии.
В 1835 году в гимназии было 160 учащихся.
До 1859 года гимназия размещалась в здании на Полуциркульной площади. Ещё в 1843 году по проекту архитектора К. Б. Гейденрейх на Миллионной улице (ныне улица Советская, 4), на месте гауптвахты, началась постройка нового здания. Начатое здание в том же 1844 году разрушилась из-за слабости грунта и для консультации в Тверь приезжал К. А. Тон. 
Гимназический комплекс зданий был выстроен в стиле позднего классицизма. Главный корпус, вытянутый вдоль улицы, находится на некотором расстоянии от ограды, соединяющей два флигеля. Благодаря высокому полуподвалу трёхэтажное здание кажется четырехэтажным. На 1-м этаже были размещены: приёмная, столовая, квартиры директора и учителей, канцелярия, рисовальный класс, больница; на 2-м этаже находились учебные классы и актовый зал; на 3-м этаже — физический кабинет, библиотека, зал на 500 слушателей для народных чтений с «волшебным фонарем» и церковь, освященная 15 сентября 1859 года архимандритом Платоном). В полуподвальном этаже находились пекарня, баня, прачечная, комнаты для хранения продуктов; а также была установлена паровая машина, с помощью которой подавалась вода на верхние этажи. В главном корпусе доныне сохранилась литая чугунная центральная лестница.
Часть здания использовалась не для гимназических целей: в 1866 году в правом крыле здания Тверской гимназии на 1-м этаже открылся музей, за короткое время Тверской музей стал одним из лучших провинциальных музеев России; 16 февраля 1897 года он был открыт для публики в новом помещении, в западном крыле Путевого дворца. Трёхэтажный флигель занимал губернский предводитель дворянства; в другом флигеле в 1867—1896 годах находилась типография Тверского губернского земства; в 1915 году в гимназическом здании нашлось место для музыкальной школы А. В. Александрова. 
В 1918 году тверская гимназия была преобразована в Единую трудовую школу 2-й ступени. Ныне в здании находится один из факультетов Тверского государственного медицинского университета.

## Выпускники
В разные годы в тверской гимназии учились: А. И. Семин, С. П. Глазенап, И. Я. Башилов, А. В. Тыранов, М. В. Алексеев; среди её выпускников немало известных личностей:
1832
- Иринарх Зырев

1839
- Павел Бакунин

1842
- Николай Рубцов (золотая медаль)

1843
- Илья Рогозинников

1844
- Тертий Филиппов

1850
- Нил Попов (золотая медаль)

1855
- Василий Покровский

1857
- Николай Ворошилов (золотая медаль)
- Юрий Булах

1864
- Алексей Баранов (золотая медаль)

1881
- Михаил Сперанский (серебряная медаль)

1882
- Николай Демьянов (экстерн)

1888
- Александр Малеин (золотая медаль)

1893
- Владимир Потёмкин

1894
- А. И. Бакунин

1899
- Константин Мейер

1908
- Андрей Туполев

1912
- Александр Криницкий (золотая медаль)

1913
- Анатолий Тарасов

1914
- Василий Власов

1917
- Александр Горкин

## Директора
- 1817—1820: Феофилакт Гаврилович Покровский[9]
- 1831—1837: Иван Иванович Лажечников
- 1837—1849: Николай Михайлович Коншин
- ?: Афанасий Трофимович Ананьев
- 1853: Иван Николаевич Извеков, генерал-майор
- 1854—1860: Дмитрий Семёнович Ржевский
- 1860—1863: Н. А. Варнек
- 1866?: Пётр Гаврилович Лекторский
- 04.02.1866—1871: Александр Николаевич Робер
- 20.10.1871—1883: Павел Фёдорович Фрезе
- 1883—1887: Павел Фёдорович Симсон
- 1887—1891: Николай Николаевич Овсянников
- 01.08.1891—15.06.1901: Геннадий Никанорович Невзоров
- 13.06.1901—01.08.1904: Викторин Иванович Стовпчек
- 19.09.1904—1906: Алексей Александрович Стрельцов
- 29.07.1906—1917?: Пётр Петрович Чернышев

## Преподаватели
В Тверской гимназии начинали свою преподавательскую деятельность многие выпускники Московского университета. В их числе были: П. Е. Басистов, Е. В. Белявский, И. Д. Гарусов, К. А. Коссович, Н. Н. Куликов, А. Ф. Малинин, В. И. Оболенский, П. Д. Шестаков.